# Parque natural municipal Ribera Norte
El Parque natural municipal Ribera Norte es un espacio verde protegido situado en la costa del Río de la Plata. Forma parte del barrio de Acassuso, en el partido de San Isidro al nordeste de la provincia de Buenos Aires, centro-este de la Argentina, en el área de conurbación Gran Buenos Aires. Se encuentra en las coordenadas: 34°28′12.46″S 58°29′46.09″O / -34.4701278, -58.4961361.

## Emblemas

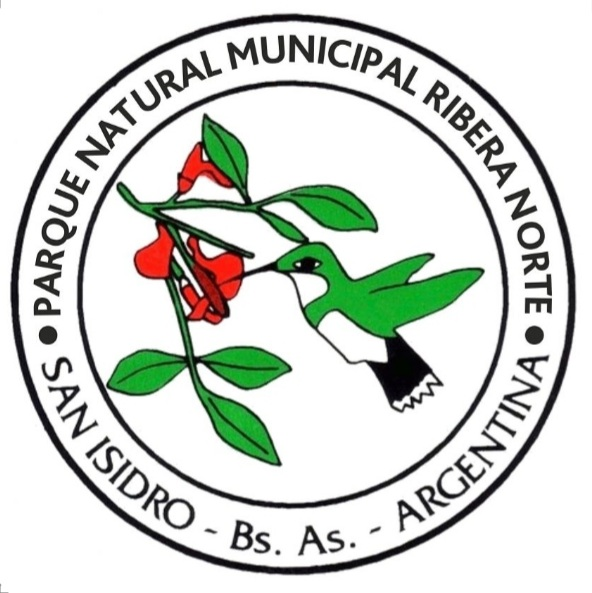
Logotipo del parque

En el logotipo del parque, se muestran dos especies nativas. Por un lado, las flores nacionales del ceibo, con su vibrante color rojo. A la izquierda, hay un dibujo bastante simple del colibrí de garganta blanca, especie local aunque menos común que el colibrí verde.

## Características generales

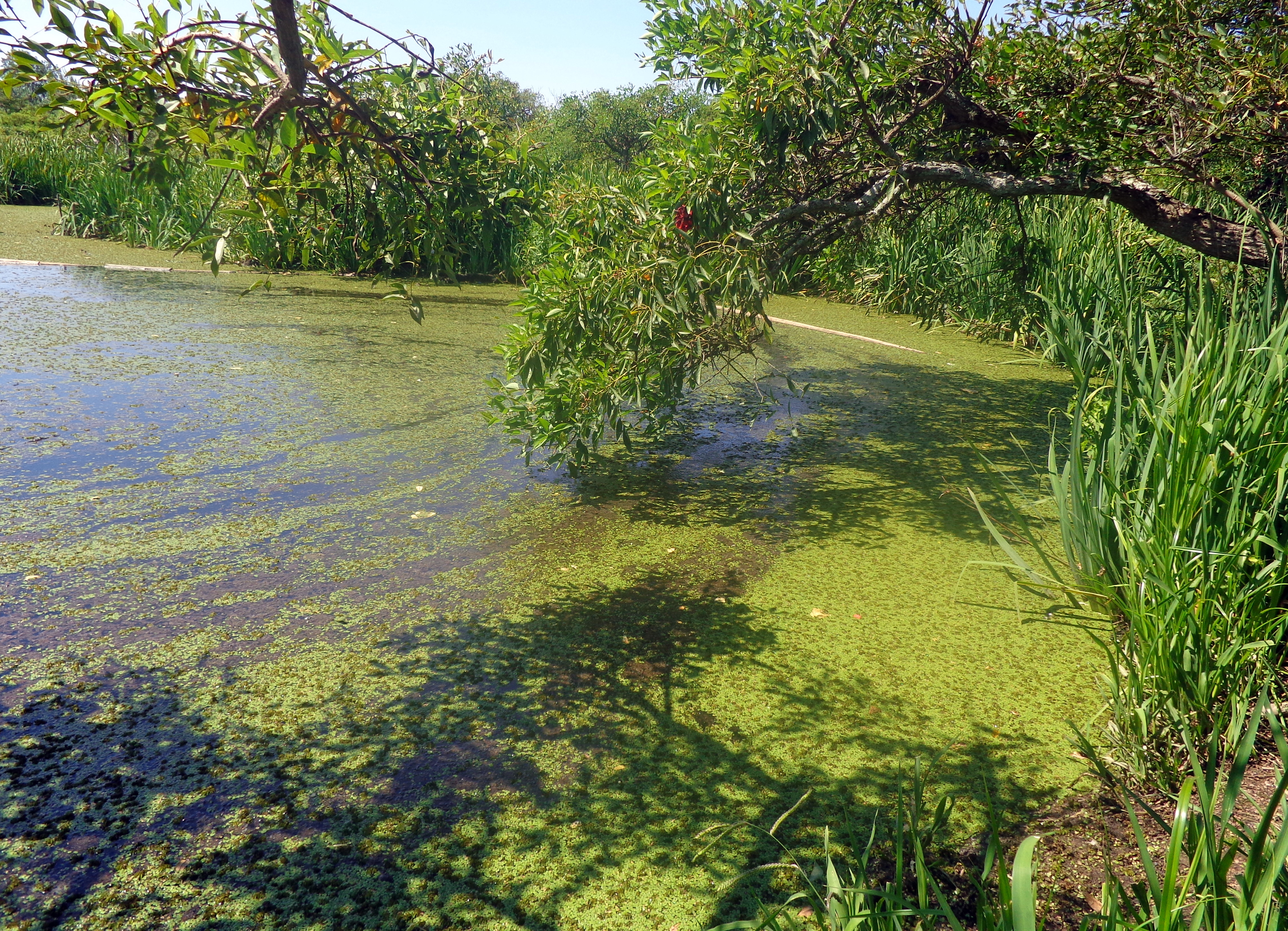
Vista de la laguna.

Fue originalmente protegido en el año 1982, siendo por ello la reserva municipal más antigua del país, aunque su definición legal como espacio protegido a perpetuidad, y su inauguración formal ocurrió en el año 1988. Mediante la ordenanza municipal n.º 6541y  durante la gestión como intendente del partido de San Isidro del doctor Melchor Posse.
Se trata de un humedal costero sujeto al régimen de mareas eólicas y lunares del Río de la Plata. Hay además un vivero en donde se cultivan plantas originarias de la costa de dicho río.
En sus 50 hectáreas de superficie el visitante puede observar biodiversidad de la ribera platense moviéndose a lo largo de un sendero de 1200 metros de longitud.
Su origen es natural, lo que la diferencia de las otras reservas urbanas de la ciudad de Buenos Aires y del conurbano bonaerense, las cuales se formaron por el rellenado con escombros volcados sobre las aguas del río. Solo un pequeño sector que bordea el límite frontal de la reserva con la ciudad posee rellenado de escombros. Su formación, por lo tanto, es idéntica a la de las islas del bajo delta del río Paraná, en donde la depositación de los sedimentos aluvionales transportados por el río Paraná sobre el Río de la Plata, los cuales están integrados por arena y en especial por limo-arcilloso, van creando terrenos cubetiformes. En su centro presentan zonas pantanosas, inundadas casi a diario, dominadas por pajonales hidrófilos. Los bordes de dichas zonas, que los separan de los cursos fluviales, se denominan albardones, y al ser algo más elevados, no se cubren de agua tan a menudo como los pantanos centrales, lo que permite el crecimiento de una vegetación arbórea de tipo selvática. Entre esta y las aguas del río se sitúa una faja de juncales sobre las playas arenosas.
La totalidad de la reserva es inundada en las sudestadas. El agua permanece sobre los albardones de la superficie protegida solo algunas horas, actuando como aportes extras a la precipitación y manteniendo el subsuelo con agua dulce siempre disponible para las raíces de las leñosas.
El clima del área es subtropical marítimo, gracias a la acción morigeradora del gran río con aguas provenientes de latitudes intertropicales. La temperatura anual promedio es de 17,6 °C, y las precipitaciones anuales totalizan alrededor de 1150 mm, y están repartidas especialmente entre los meses cálidos. En invierno suelen presentarse suaves heladas.

## Patrimonio biológico

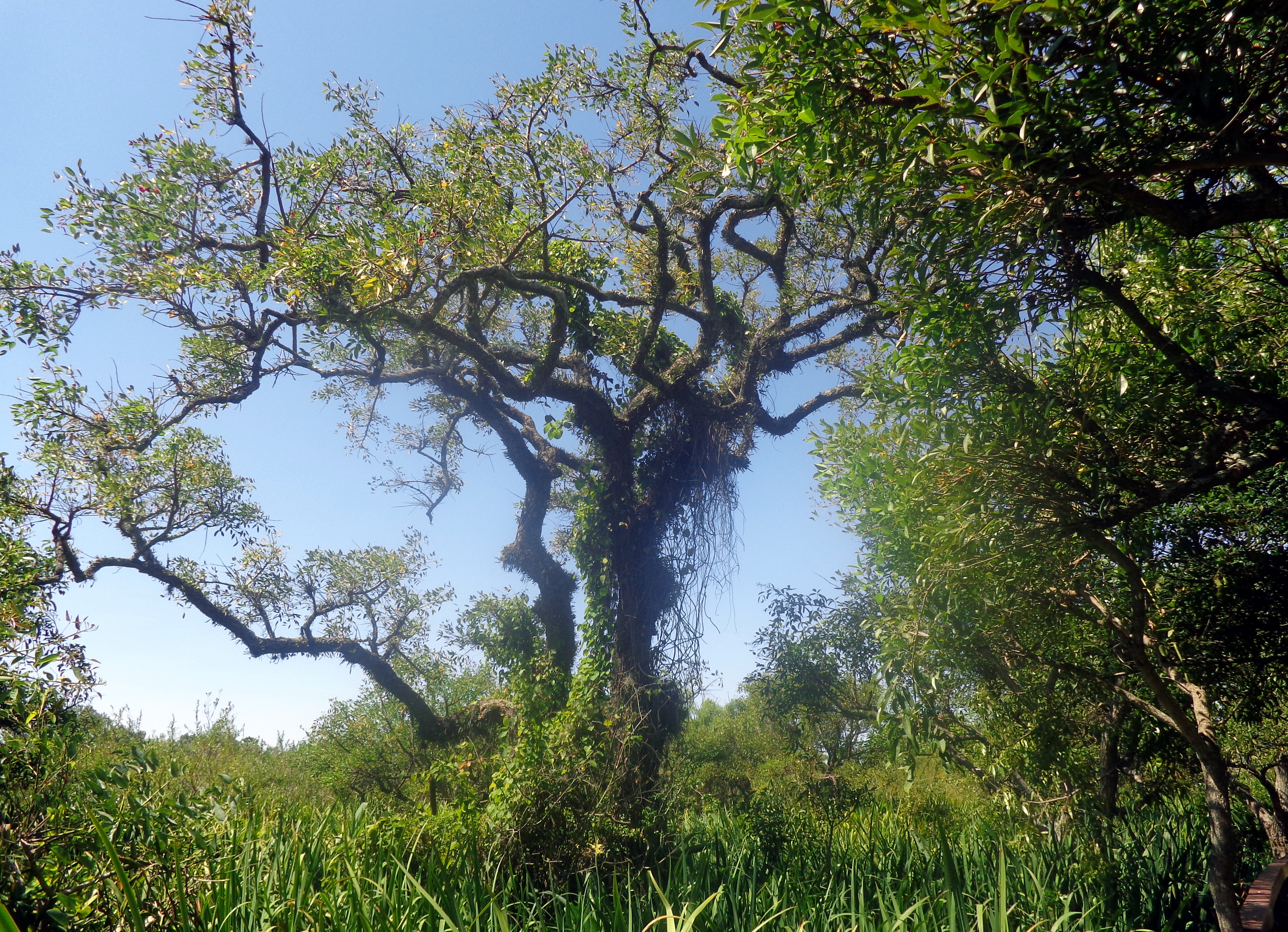
Ceibo.

Si bien la superficie de 50 hectáreas es pequeña, las características del predio lo hacen poseer una importante riqueza en biodiversidad.
Existen unas 300 especies vegetales, un 75% autóctonas, y 200 especies de aves, de las cuales cerca de 50 nidifican en el refugio. Hay además peces, anfibios, reptiles y mamíferos. Conserva una muestra representativa de la selva ribereña que antaño cubría toda la costa del Río de la Plata.
Entre sus insectos destacan las mariposas, siendo las del clado de ropalóceros presentes en la reserva 78 especies.
En los albardones se ha desarrollado la selva marginal, con especies subtropicales. Esta selva marginal pertenecen al distrito fitogeográfico de las selvas mixtas de la provincia fitogeográfica paranaense. Antaño cubría como una angosta faja el borde bonaerense del Río de la Plata superior, pero hoy ha quedado reducida a unas pocas hectáreas de gran valor ecológico.
Se ve amenazada por la invasión de especies exóticas como el ligustro, la ligustrina, y el lirio amarillo. 
Combina especies como el ceibo, el sauce criollo, y el aliso de río —es decir, vegetación característica del delta del Paraná—, con talas y espinillos —árboles pertenecientes al subdistrito fitogeográfico del tala del distrito fitogeográfico del algarrobo, perteneciente a la provincia fitogeográfica del espinal—.
Esta reserva forma un eslabón más del rosario de reservas de la ribera derecha del Río de la Plata superior,  las que conforman un corredor de biodiversidad que une el delta del Paraná y se continúa por las reservas de Ribera Norte en San Isidro, la de Vicente López en el partido homónimo, ya en la ciudad de Buenos Aires Ciudad Universitaria y Costanera Sur, y Punta Lara, en Ensenada.

## Visitas a la reserva

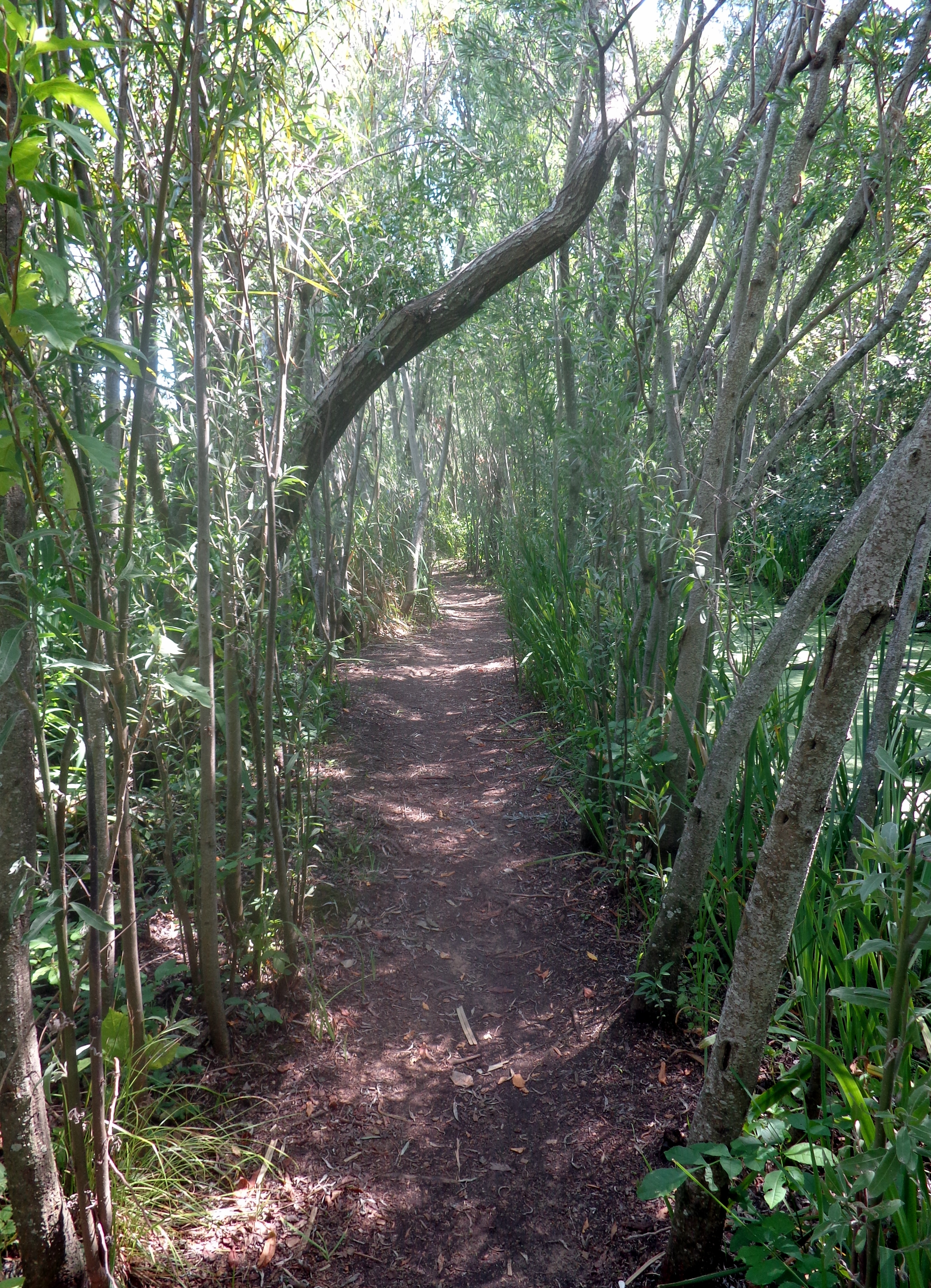
Sendero.

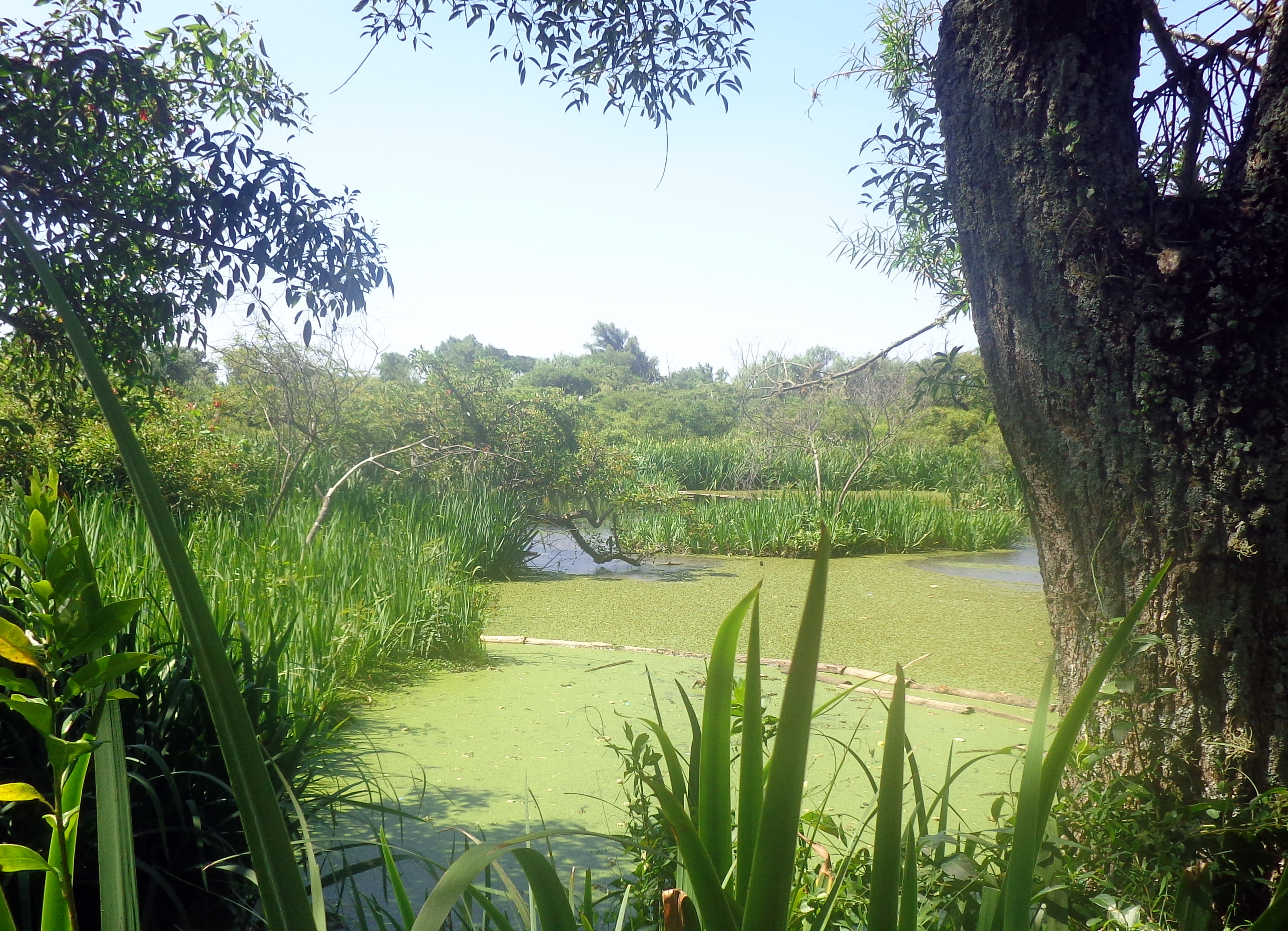
Lirios en la laguna.

Se encuentra situada en la costa del Río de la Plata de Acassuso, en el partido de San Isidro, sobre el camino de la Ribera (ex calle El Fomentista), entre la calle Vicente López y las calles Planes y Almafuerte, a la altura de la Avenida del Libertador 15400.
Los modos de acceso más comunes a esta reserva ecológica son, además del automóvil —particular o taxi—, varias líneas de colectivos, y el tren, ya que está muy próxima a la estación ferroviaria denominada Las Barrancas de la costa, una estación intermedia del servicio turístico del Tren de la Costa.
Es ideal para paseos recreativos, o para avistar aves, plantas, insectos, y naturaleza en general.
Se hacen visitas guiadas por orientadores especializados, tanto diurnas como noctunas, siendo frecuentes las visitas de contingentes de escolares. La reserva también posee un vivero de plantas nativas, en el cual se producen ejemplares para reintroducir al espacio protegido, y para destinarlos al arbolado urbano de la zona.
Al ser una reserva natural urbana, sus roles principales son la educación e interpretación ambiental, la conservación de los recursos biológicos, la investigación científica, la participación de la ciudadanía y, por último, el esparcimiento de la población.
Se accede gratuitamente todos los días, salvo en caso de sudestada o lluvias. Solo permanece cerrada los 25 de diciembre y el 1 de enero, como descanso para la colonia de nidificación de varias especies de garzas que se ve alterada por las noches anteriores, en las que abundan los fuegos artificiales.